# Kimchi-jjigae
Kimchi-jjigae, auch Kimchijjigae (koreanisch: 김치찌개) oder Kimchi-Eintopf ist ein Eintopf-Gericht der koreanischen Küche. Es besteht aus Kimchi (김치) und weiteren Zutaten, wie Zwiebeln, Lauch, gewürfeltem Tofu, Schweinefleisch und Meeresfrüchten. Fleisch und Meeresfrüchte werden in der Regel nicht für ein und dasselbe Rezept genutzt. Es ist eines der am weitesten verbreiteten Eintopfgerichte (Jjigae, 찌개) in Korea.

## Geschichte
Kimchi war ursprünglich nur fermentiertes Gemüse. Kimchi in seiner heutigen Form gibt es erst seit etwa der Mitte der Joseon-Dynastie, nachdem erstmals Chili nach Korea eingeführt wurde. Man vermutet, dass ungefähr zu dieser Zeit auch das Gericht Kimchi-jjigae entstand.

## Zubereitung
Kimchi-jjigae wird oft aus „reiferem“, schon stark gesäuertem Kimchi zubereitet und erhält dadurch ein kräftigeres Aroma und einen höheren Gehalt an „guten“ Milchsäurebakterien (ähnlich wie auch in Joghurt vorhanden). Bakterien, die in frischem ungekochtem Kimchi vorhanden sind, überleben den Kochprozess nicht. Zubereitet mit jüngerem Kimchi hat der Eintopf weniger Aroma. Hauptbestandteil des Gerichts ist Kimchi. Andere Zutaten können je nach Geschmack stark variieren.
Geschnittenes Kimchi wird in einem Topf mit weiteren Zutaten wie Rind- oder Schweinefleisch oder Meeresfrüchten und Tofu, Jungzwiebeln und Knoblauch, in Wasser oder Sardellenbrühe gegart. Der Eintopf wird abgeschmeckt mit Doenjang, einer Paste aus fermentierten Sojabohnen, ähnlich Sojasauce, der Gochujang, einer Paste aus verschiedenen Mehlsorten und Chili.

## Darreichung
Wie viele andere koreanische Gerichte auch, wird Kimchi-jjigae gemeinsam aus einem Topf gegessen, der in die Tischmitte gestellt wird, zusammen mit Banchan (Beilagen) und Reis. Üblicherweise wird es in einem Steinguttopf gekocht und in diesem Topf auch kochend heiß serviert.

## Varianten

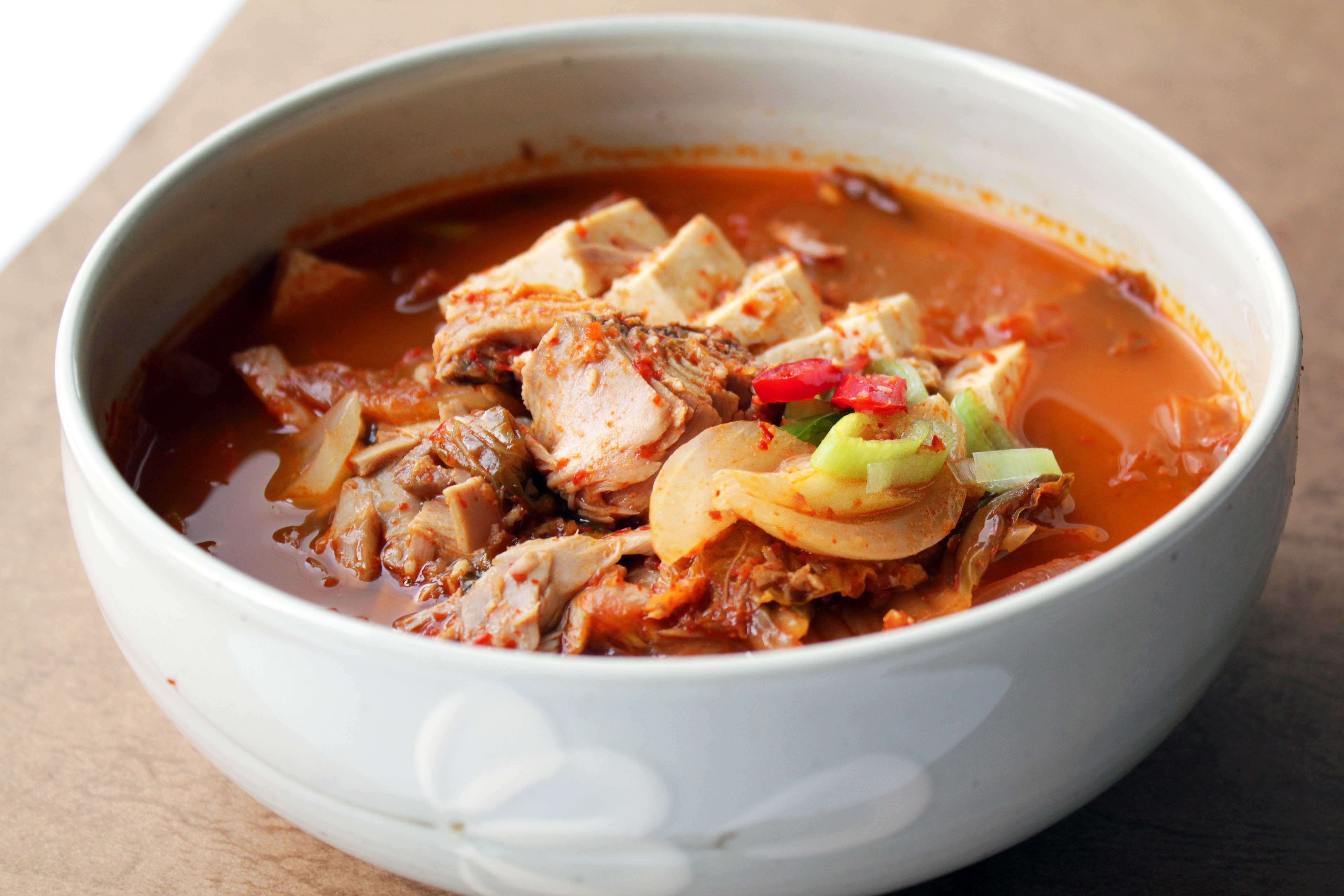
Thunfisch Kimchi-jjigae

Neben den Standardzutaten wie Rind-, Schweinefleisch oder Huhn gibt es einige Varianten mit eigenen Namen:
- Chamchi Kimchi-jjigae (참치 김치찌개) wird mit Thunfisch zubereitet. Meist wird dafür eine Thunfischkonserve verwendet, die in Korea speziell für Eintopfgerichte hergestellt und gewürzt wird. Besonders beliebt ist dieses Gericht für Picknicks und beim Zelten, weil es mit sehr einfachen Mitteln zubereitet werden kann.[4]
- Kongchi Kimchi-jjigae (꽁치 김치찌개) wird mit Pazifischem Makrelenhecht zubereitet.
- Budae Jjigae (부대찌개) wird aus verschiedenen Zutaten zubereitet – Nudeln (meist Ramen-Nudeln), Thunfisch, Schinken, Gemüse usw. Diese werden in der Kimchibrühe gegart. Budae bedeutet auf Koreanisch „Armeelager“. Dieses Rezept soll nach dem Koreakrieg entstanden sein, als hungernde Koreaner an amerikanischen Armeelagern die dortigen Essensreste erhalten konnten und diese für einen Reste-Eintopf verwendeten. Inzwischen handelt es sich um ein weit verbreitetes Gericht.